# Nick Drazenovic
Nicholas "Nick" Drazenovic, född 14 januari 1987, är en kanadensisk professionell ishockeyspelare som spelar inom NHL–organisationen Pittsburgh Penguins. Han har tidigare spelat på NHL–nivå för Columbus Blue Jackets och St. Louis Blues.
Drazenovic draftades i sjätte rundan i 2005 års draft av St. Louis Blues som 171:a spelare totalt.